# Андерс Руслунд
Андерс Руслунд (на шведски: Anders Roslund) е шведски журналист и писател, автор на бестселъри в жанровете трилър и криминален роман. Пише и под съвместния псевдоним Антон Свенсон (на шведски: Anton Svensson) заедно с писателя Стефан Тхунберг.

## Биография и творчество
Нилс Андерс Микаел Руслунд е роден през 1961 г. в Йоншьопинг, Швеция. Израства в Кришанстад. Запален читател от малък, мечтае да е писател и от 15-годишен започва опитите си да пише.
След дипломирането си работи временни работи, включително в консервна фабрика в Израел, птицеферма в Нова Зеландия и като сервитьор в щ. Колорадо, САЩ.
В периода 1991 – 1992 г. работи към новинарската програма „Rapport“ в телевизия SVT. В периода 1992 – 1993 г. е разследващ репортер към предаването „48“ на Стина Дабровски в TV3, след което отново работи като разследващ журналист до 1996 г. към програма „Rapport“. В периода 1996 – 1999 г. е главен редактор в екипа на новинарската програма „Aktuellt“ в телевизия SVT. За дейността си като разследващ журналист получава различни награди. Основава и в периода 2000 – 2004 г. е ръководител на културните новини на шведската телевизия. От 2005 г. се посвещава на писателската си кариера.
Социалните и криминални теми стават негова страст докато работи като разследващ журналист и криминален репортер. В свободното си време работи като служител по пробацията. В тази си дейност се запознава с Бьорг Хелстрьом (1957 – 2017) по създаването на филма „KRIS“ и двамата започват да пишат романи заедно.
Първият им психологичен трилър „Odjuret“ (Звярът) от поредицата „Еверт Гренс“ е публикуван през 2004 г. Главният герой, инспектор Еверт Гренс, заедно с колегата си Свен Сункист, разследва убийството на сериен педофил и убиец на малки момичета. Когато бащата на едно от тях е арестуван за убийството, в страната се надигат масови протести. Книгата става бестселър и е удостоена с наградата „Стъклен ключ“ за най-добър криминален роман. През 2012 г. е екранизиран в едноименния филм с участието на Петер Дал в ролята на инспектор Гренс и Ола Рапас в ролята на бащата.
Следващите книги от поредицата също са бестселъри и са номинирани и удостоени с различни награди. След смъртта на Бьорг Хелстрьом продължава да пише поредицата самостоятелно.
През 2014 г. в съавторство със Стефан Тхунберг е публикуван романът „Björndansen“ (Танцът на мечката) от поредицата „Произведено в Швеция“. Книгата е по истински случай, при който 3 братя извършват 10 банкови обира за 2 години и са обявени за враг №1 на Швеция. Разказът е от името на четвъртия брат, който описва възпитанието им от баща им, за да стигнат до тези си действия.
Андерс Руслунд живее със семейството си в Стокхолм.

## Произведения

### Като Андерс Руслунд

#### Серия „Еверт Гренс“ (Ewert Grens) – сБьорг Хелстрьом
1. Odjuret (2004) – награда „Стъклен ключ“
2. Box 21 (2005) – Стокхолмска награда за най-добър роман на годината
3. Edward Finnigans upprättelse (2006)
Номер 8, изд.: ИК „ЕРА“, София (2012), прев. Надежда Розова
4. Flickan under gatan (2007)
5. Tre sekunder (2009) – награда за най-добър криминален роман на годината
3 секунди, изд.: ИК „ЕРА“, София (2011), прев. Цвета Добрева
6. Två soldater (2012)
7. Tre Minuter (2016)
3 минути, изд.: ИК „ЕРА“, София (2018), прев. Юлия Чернева
8. Tre timmar (2018)

### Като Антон Свенсон

#### Серия „Произведено в Швеция“ (Made in Sweden)
1. Björndansen (2014)
2. En bror att dö för (2017)

### Екранизации
- 1996 Rederiet bakom kulisserna – документален ТВ филм, продуцент и режисьор
- 2012 Odjuret – ТВ филм
- 2018 Three Seconds – по романа, изпълнителен продуцент